# Mario Forsythe

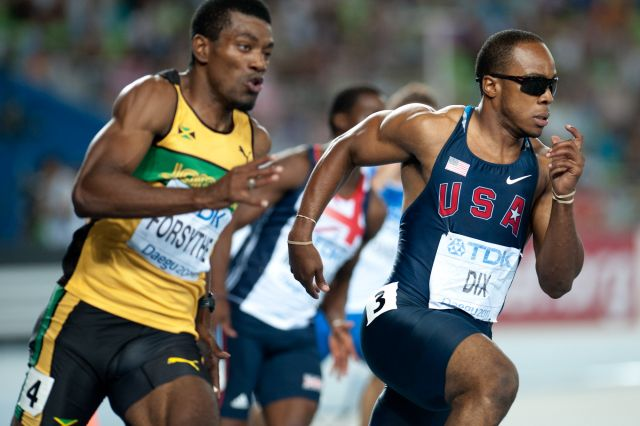
Forsythe (à gauche) lors des Championnats du monde 2011 de Daegu

Mario Forsythe (né le 30 octobre 1985) est un athlète jamaïcain spécialiste du sprint.

## Biographie
Il a détenu la meilleure performance mondiale sur relais 4 × 100 m en 2009, au sein d'un relais du « Racers Track Club » (ANT/JAM), équipe de nationalité mixte (non valable du point de vue des records), en 37 s 46 (Daniel Bailey, Yohan Blake, Mario Forsythe, Usain Bolt), Londres 25 juillet 2009.
Il descend pour la première fois de sa carrière sous les dix secondes au 100 m en réalisant le temps de 9 s 95 lors du Meeting de Rieti, le 29 août 2010.
Lors des Championnats du monde de Daegu en août 2011, il se hisse en demi-finales du 200 m. Il y prend la 3e place en 20 s 63 derrière les deux qualifiés pour la finale Walter Dix et Alonso Edward.
En août 2010, il court en 9 s 95 à Rieti, Italie, devenant le 74e sprinteur à passer la barre des 10 secondes. Son précédent meilleur temps était de 10 s 16, obtenu à Leverkusen le 31 juillet 2009.

### Records
| Distance | Temps   | Lieu      | Date         |
| -------- | ------- | --------- | ------------ |
| 100 m    | 9 s 95  | Rieti     | 29 août 2010 |
| 200 m    | 20 s 27 | São Paulo | 19 mai 2013  |